# Чолаку, Николае
Николае Чолаку (рум. Nicolae Ciolacu; 15 августа 1910, Ложене, Македония, Османская империя — 31 августа 2000, Брынковянский монастырь, Сымбэта-де-Сус, Румыния), в монашестве Нектарий (рум. Nectarie) — румынский православный монах, в молодости легионер и повстанец-антикоммунист. Дважды репрессирован за антиправительственную деятельность — при маршале Антонеску и при коммунистическом режиме. При правлении Чаушеску эмигрировал в США. Вернулся в Румынию после революции 1989, жил в Брынковянском монастыре. Последний выживший боец партизанского отряда Haiducii Dobrogei — Гайдуки Добруджи.

## Железная гвардия. Тюрьма при Антонеску
Родился в семье аромунских крестьян. Датой рождения обычно называется 1910, но существует версия, что Николае Чолаку родился в 1902. Македонское село Ложене в то время являлось территорией Османской империи. В 1911 семья Чолаку перебралась в болгарскую Родопи под Пловдивом. В 1926 Чолаку, как и многие другие аромуны, перебрались в румынскую Добруджу. Получили пахотную землю, вновь занялись крестьянским трудом.
Аромунская молодёжь, особенно репатриантская, была восприимчива к националистической идеологии. Николае Чолаку вступил в Железную гвардию — легионерское движение, примкнул к группе Гогу Пую. Был крайним националистом, непримиримым антикоммунистом, глубоко верующим православным .
После вооружённого мятежа в январе 1941 легионеры подверглись преследованиям режима Иона Антонеску. Николае Чолаку был арестован и приговорён к тюремному заключению. Содержался в тюрьмах Бакэу, Галаца, Плоешти, Брашова, Аюда, Алба-Юлии. Фанатичная преданность легионерским идеям определила тяжёлые условия содержания, жёсткую изоляцию, пытки голодом. Был освобождён в мае 1945 — парадоксальным образом этому способствовал фактический приход к власти Румынской компартии (РКП).

## Гайдуки Добруджи. Тюрьма при коммунистах
С 1947 Николае Чолаку вновь подвергся преследованиям — теперь со стороны коммунистического режима. В 1948 он вступил в антикоммунистический повстанческий отряд Haiducii Dobrogei — Гайдуки Добруджи. В этом формировании под командованием Гогу Пую идеологически доминировало легионерство, многие бойцы были аромунами. Чолаку активно участвовал в партизанских действиях, в том числе столкновениях с Секуритате.
19 июля 1948 в бою с секуристами погиб Гогу Пую. Вскоре были схвачены и расстреляны шестнадцать партизан-гайдуков. Командование оставшейся частью отряда принял Николае Чолаку. Он отступил в лес под Бабадагом и продолжал сопротивление более двух лет. В 1951, под угрозой расправы с семьёй, Чолаку сдался Секуритате. Внешний вид пришедшего Чолаку — волосы ниже плеч, закрывшие лицо усы, борода по грудь — вызвал неподдельный испуг секуристов.
Николае Чолаку вместе с другими гайдуками предстал перед военным судом Констанцы. Он признал вину перед коммунистической партией, но не перед румынским народом. Суд приговорил Чолаку к 25 годам заключения. Содержался в тюрьмах Бухареста, Жилавы, Герлы, в одиночном карцере («зарка») Аюдской тюрьмы.
Условия для него вновь были особенно тяжёлыми из-за твёрдости и демонстративности легионерских взглядов (то есть, по той же причине, что при Антонеску). Чолаку подвергался изнурительному труду на тюремных фабриках, избиениям, подвешиванию на дыбе, пыткам электротоком. Резко отвергал попытки «перевоспитания», отказывался ритуально примириться с коммунизмом и отречься от Железной гвардии.

## Освобождение и эмиграция
В 1964 Николае Чолаки был освобождён по амнистии — на смену смертельно больному Георге Георгиу-Дежу продвигался Николае Чаушеску, начавший своё правление с «румынской оттепели». Вернувшись, Чолаку вначале не узнал свою постаревшую жену Пиху, приняв её за соседку. Сын Янку и дочь Мария жили самостоятельной жизнью.
Николае Чолаку вновь поселился в Добрудже, в кругу большой семьи. Под надзором Секуритате жил в Тузле, занимался сельскохозяйственным трудом, потом переехал с женой в Констанцу. Регулярно вызывался на проверки и допросы в милицию и госбезопасность. В 1982 Николае и Пиха получили разрешение на выезд в США. В эмиграции Чолаку написал документальную книгу «Haiducii Dobrogei» об антикоммунистическом партизанском движении.

## Возвращение и монастырь
После антикоммунистической революции 1989 Николае Чолаку вернулся на родину. Принял монашество под именем Нектарий. Поселился в Брынковянском монастыре. Именовался Нектарий Чолаку или отец Нектарий.
Николае Чолаку вызывал большой общественный интерес как единственный доживший до падения РКП боец «Гайдуков Добруджи». Участвовал в памятных мероприятиях, славил Железную гвардию и капитанула Кодряну, антикоммунистических гайдуков и Гогу Пую. Тесно сдружился с Ионом Гаврилэ Огорану.
Скончался отец Нектарий в возрасте 90 лет. Похоронен во дворе Брынковянского монастыря. На его могиле ежегодно совершается ритуал зажжения свечей.